# Denver Dynamos
Los Denver Dynamos fueron un equipo de fútbol de los Estados Unidos que formaron parte de la NASL, la desaparecida liga de fútbol más importante del país.

## Historia
Fue fundado en el año 1974 en la ciudad de Denver, Colorado con el fin de expandir la liga al estado de Colorado. A diferencia de los otros equipos de la NASL, el Denver Dynamos nunca jugó fútbol indoor. 
En sus dos temporadas quedaron en tercer lugar de su división, donde nunca clasificó a los playoffs, y para 1975 el club desapareció cuando decidieron mudar la franquicia a Minnesota para dar origen al Minnesota Kicks.

## Temporadas
| Año  | Liga | G | P  | E | Pts | Temporada Regular    | Playoffs     |
| ---- | ---- | - | -- | - | --- | -------------------- | ------------ |
| 1974 | NASL | 5 | 15 | 0 | 49  | 3º, División Central | No clasificó |
| 1975 | NASL | 9 | 13 | — | 85  | 3º, División Central | No clasificó |

## Estadios
- Mile High Stadium (75,000 espectadores)
- Jefferson County Stadium (10,000 espectadores)

## Entrenadores
- Ken Bricewell (1974)
- John Young (1975)

## Jugadores

### Jugadores destacados
| - Gordon Bartlett (1975) - Graham Bell - Iris DeBrito - Mike Flater | - Mick Hoban - Kevin Howe - Abednigo Ngcobo - Kaizer Motaung | - Ace Ntsoelengoe - Mick Poole (1974) - Peter Short - Roy Sinclair |